# Det Skide Show
Det Skide Show er en teaterforestilling skrevet af Frederik Cilius og Rasmus Bruun og instrueret af Karen Lundsby Andersen. Forestillingen udsprang af satire-radioprogrammet Den Korte Radioavis og turnérede i Danmark i foråret 2018. Forestillingen havde premiere den 1. marts på Bremen Teater i København og spillede senere på måneden i Odense og Aarhus.

## Handling
Showet er en parodi på at en gammel historie om Dirch Passer drømte om at spille Mus og mænd af Steinbeck og det gik dårligt da folk kendte ham som komisk karakter. Cilius og Bruun lavede derfor et show om at Kirsten gerne ville spille Lenny fra mus og mænd. Som publikum var man vidne til prøverne op til showet, en masse diskussioner og indvendinger blandt skuespillerne, samt interviews Cilius og Bruun deltog som forberedelse til showet. Dette resulterede i et show med en masse metalag.

## Medvirkende
- Rasmus Bruun[2]
- Frederik Cilius[2]
- Alexander Clement[2]
- Stefan Göttler[2]
- Anna Juul[2]

## Modtagelse

### Billetsalg
Alle fjorten forestillinger på Bremen Teater var udsolgt. Efter turneen blev det annonceret, at tre særforestillinger ville blive opført i Skuespilhuset fra 14.-16. juni.

### Anmeldelser
Forestillingen fik en blandet modtagelse; anmeldelserne rangerede fra bund- til topkarakter. Forestillingen blev beskrevet som "en selvfed teaterfuser" af Ekstra Bladets anmelder, der tildelte den to ud af seks stjerner, mens BTs anmelder Morten Buckhøj tildelte den fem ud af seks stjerner og betegnede den som "ordekvilibristisk satirekomik på aller-allerhøjeste plan." Dagbladet Informations anmelder beskrev showet som gennemført og velkomponeret, men bemærkede, at det "skal passe på med ikke at blive alt for skridsikkert sjovt for de faste fans." Weekendavisens kulturredaktør, Synne Rifbjerg, kaldte showet "genialt" og roste dets "begavede, sprogligt musikalske cocktail af litteratur, politik, teater og satanisk satire." Dagbladet Politikens anmelder Monna Dithmer tildelte showet tre ud af seks stjerner og skrev: "Hver gang Rasmus i sin bevidst underspillede, bebrillede, småtskårne rolle får scenen for sig selv – ja, Kirsten Birgit vil elske det her – så er det, som om der bliver slukket for strømmen." Soundvenues anmelder gav forestillingen fire ud af seks stjerner og ræsonnerede: "Med seks forelskede stjerner til figurerne og tre generøse stjerner til det lovligt springende og meta-forhippede manuskript, ender vi på en lidt over-middelkarakter til 'Det Skide Show'."